# Triangle (banda)
Triangle é um grupo de rock francês criado em 1967, teve seu auge na década de 1970.

## Discografia
- 1997 Sortie de l'integrale 1970-1973 Chez Magic Record
- 1973 Homonymie
- 1972 Viens Avec Nous (single)
- 1970 Triangle